# WR-40 Langusta
WR-40 Langusta je polský samohybný salvový raketomet přijatý do služby roku 2007. Vyvinut byl jako hloubková modernizace sovětských systémů BM-21 Grad. S ním sdílí samotnou raketnici, je však vybaven novým podvozkem, pancéřovou kabinou chránící posádku, moderním systémem řízení palby a raketami s prodlouženým dosahem.

## Vývoj

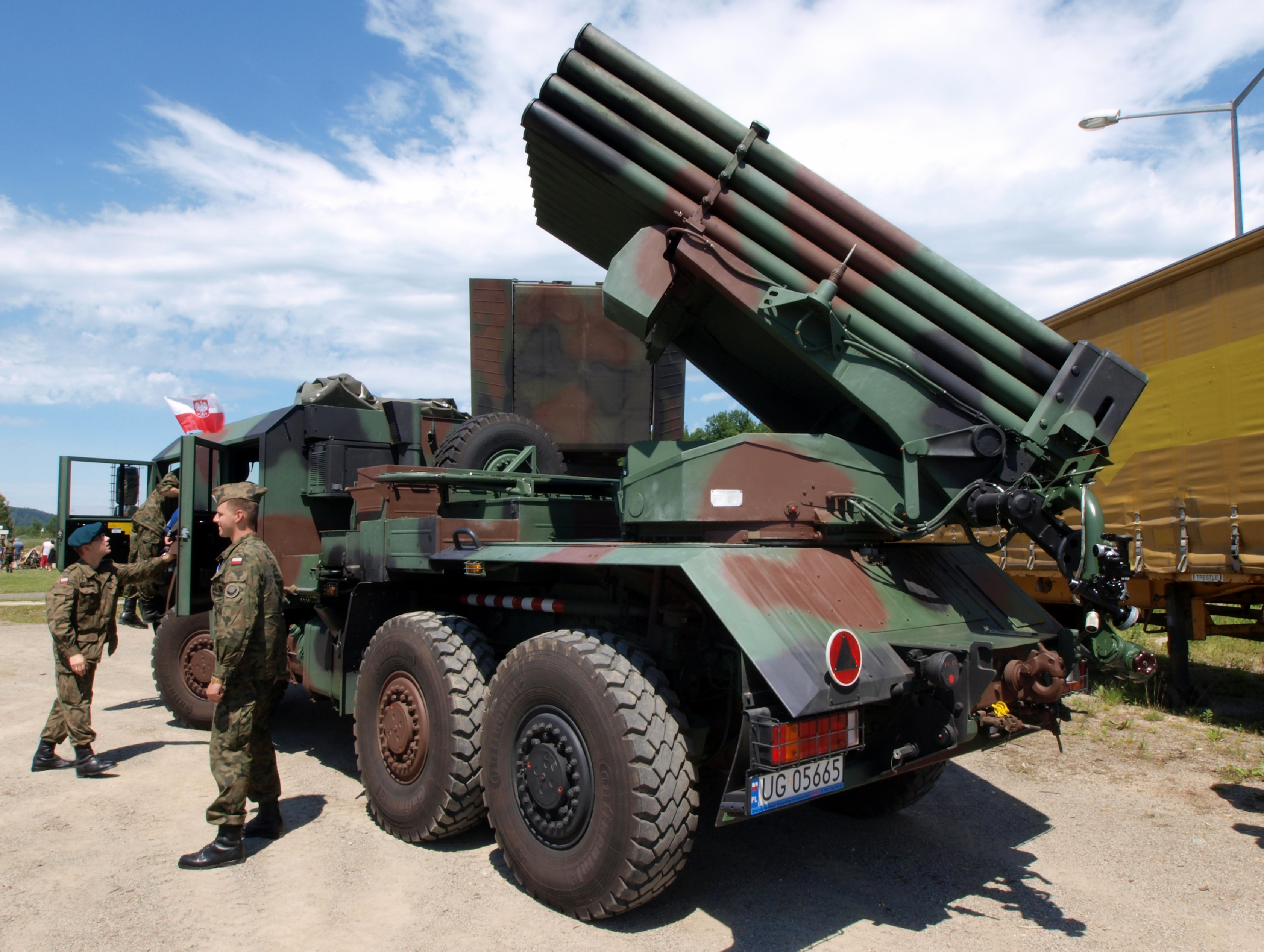
WR-40 Langusta

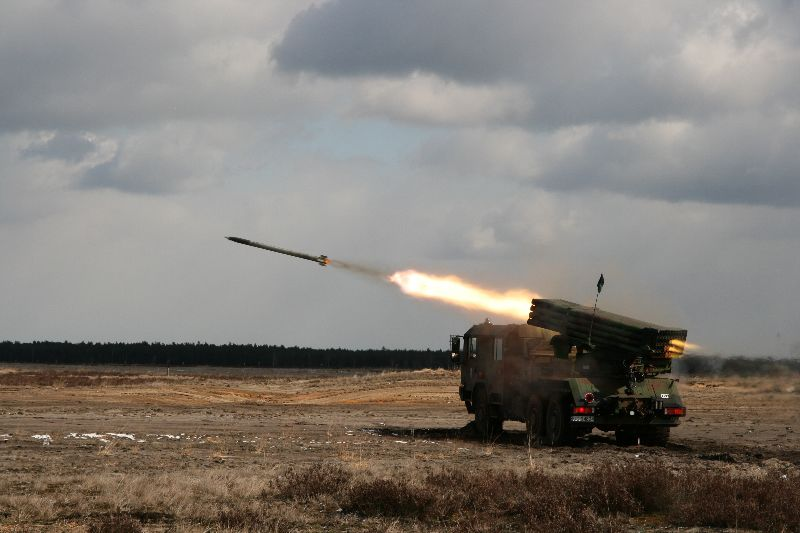
WR-40 Langusta

Polsko zvažovalo modernizaci svých raketometů BM-21 Grad již v 90. letech 20. století. Roku 2003 byl představen modernizovaný komplet, využívající podvozek polského nákladního automobilu Star 1466 s prodlouženou kabinou a uspořádáním kol 6x6. Vojskové zkoušky splnil, ale objednán nebyl. Roku 2005 byla představena další varianta modernizace, tentokrát na podvozku Jelcz P662D.35G-27 se znakem náprav 6x6 a vznětovým motorem IVECO Aifo Cursor 8 o výkonu 350 hp. Na rozdíl od první verze měla pancéřovou kabinu pro posádku. Dále byla vybavena systémem řízení palby WB Electronics a novými raketami Feniks-Z s dostřelem prodlouženým na 42 km (využívat může i původní 122mm rakety pro systémy Grad). Samotný odpalovací blok pro čtyřicet 122mm raket zůstal nezměněn. Nabíjení je prováděno ručně. Systém může být přepravován transportním letadlem Lockheed C-130 Hercules. Roku 2006 byl dokončen a otestován prototyp. Roku 2007 byl systém přijat do výzbroje pod označením WR-40 Langusta. Modernizace systémů Grad na verzi WR-40 provádí společnost Huta Stalowa Wola. Roku 2008 bylo objednáno prvních 38 kusů.

## Uživatelé

### Současní
- Polsko
  - Polské pozemní vojsko